# Telelavoro

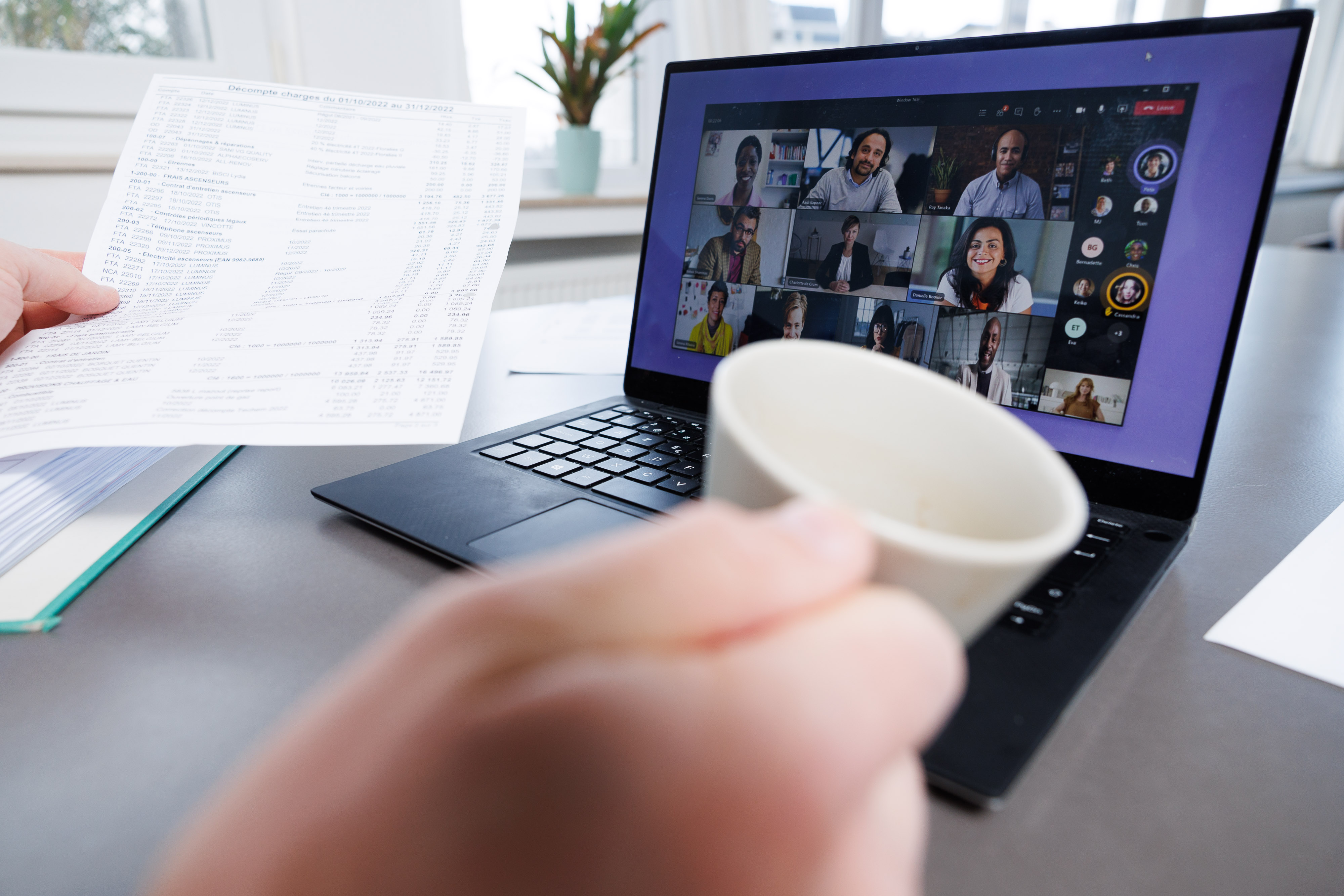
Telelavoro svolto via videoconferenza

Il telelavoro, detto anche lavoro a distanza o lavoro da remoto (anche telependolarismo, in inglese telecommuting), è un modo di lavorare indipendente dalla localizzazione geografica dell'ufficio o dell'azienda, facilitato dall'uso di strumenti informatici e telematici e caratterizzato da una flessibilità sia nell'organizzazione, sia nella modalità di svolgimento. Non va confuso con il lavoro agile, in cui la prestazione lavorativa è svolta senza una postazione fissa.

## Caratteristiche generali
Si tratta di un concetto fortemente legato all'evoluzione delle tecnologie informatiche e quindi soggetto ad una continua trasformazione.
Il telelavoro è molto più di una tecnica per delocalizzare gli uffici: esso permette di liberare il lavoro dai vincoli spaziali e temporali, e, di conseguenza, le persone possono scegliere dove, quando e come lavorare. Spesso il telelavoro è un misto col lavoro tradizionale e richiede la presenza fisica in ufficio alcune volte alla settimana o al mese, oltre all'impegno a telelavorare entro un intervallo di orari flessibile -ma comunque limitato e non a completa discrezione del lavoratore-, in cui il lavoratore deve essere reperibile.
Il telelavoro non è una professione, né un mestiere: chi telelavora resta comunque un traduttore, o un programmatore o qualsiasi altro tipo di professionista; tuttavia, per svolgere i suoi compiti, non dovrà più recarsi in ufficio per le classiche otto ore lavorative, perché il suo posto di lavoro sarà localizzabile ovunque ci sia una connessione alla rete aziendale o la possibilità di inviare file e messaggi.
La dotazione hardware minima consiste in un computer, connessione Internet a banda larga, periferiche che possono essere già incorporate nel PC (cuffia con microfono, webcam, scanner). L'utente compie un accesso tramite desktop remoto al proprio PC situato in ufficio con i relativi file e programmi, ovvero si connette dal PC di casa al server dell'azienda sul quale è installato e gira il software ERP. Le aziende che adottano una policy informatica di tipo Bring your own device (BYOD), consentono ai telelavoratori di usare il proprio cellulare e portatile, separando del tutto i dati personali da quelli aziendali (con partizioni logiche e fisiche dedicate). L'attuazione di programmi di telelavoro è facilitata se l'azienda già adotta il Cloud computing, per cui i dati e programmi risiedono e sono gestiti su server remoti cui i dipendenti si collegano dalla sede di lavoro.
Rispetto a una connessione effettuata in ufficio, l'utente noterà maggiori problemi di sicurezza e connessione più lenta perché si entra da un nodo esterno al dominio aziendale, ma con le stesse funzionalità di base di un database management system, richieste allo stesso software quando è gli utenti si trovano fisicamente negli uffici dell'azienda: autenticazione degli utenti, tracciabilità di tutte le operazioni (di visualizzazione, cancellazione, aggiornamento), gestione dei conflitti in un file condiviso e in modifica presso due o più utenti, storage/ back-up e punto di ripristino, eventuale trasmissione cifrata dei dati e firma digitale.
Nel 2002, l'European Trade Union Confederation, l'Union of industrial and employer’s Confederation of Europe e il Centro europeo delle imprese pubbliche sottoscrissero l'Accordo Quadro sul Telelavoro, che fornì la seguente definizione:
(Implementation of the European Framework Agreement on Telework, UNICE 28 giugno 2006)
Seguendo l'esempio di altri paesi dell'Unione Europea, tale definizione fu pienamente recepita in Italia con l’Accordo interconfederale del 9 giugno 2004.

### Vantaggi
Per i datori:
- - stime attendibili suggeriscono che una società può risparmiare fino 20.000 dollari all'anno per ogni risorsa a tempo pieno che viene passata ad una modalità completamente in telelavoro[4];
  - evitano i sovraccarichi dell'elaboratore centrale, perché l'invio di dati e la prestazione lavorativa sono distribuiti su orari differenti;
  - possibilità di integrare diversamente abili e persone svantaggiate, e accedere ai benefici fiscali;
  - passaggio da una struttura a costi fissi a una struttura flessibile, a costi variabili: facilità di crescita dimensionale e espansione geografica perché non ci sono costi fissi alti che rappresentano barriere all'ingresso (bastano un PC e una connessione Internet);
  - ridotto turn-over, maggiore soddisfazione lavorativa e produttività;
- eliminazione delle postazioni di lavoro: 
  - risparmio di acquisto/locazione degli uffici;
  - risparmio costi di gestione (illuminazione, riscaldamento/aria condizionata, pulizia, manutenzione hardware, certificazione e messa a norma degli impianti);
  - abbattimento del tasso di assenteismo;
  - riduzione del personale indiretto, che si occupa di servizi generali di stabilimento, non legato direttamente ad attività che generano profitti dal cliente finale;
  - costi di connessione Internet drasticamente ridotti per un'utenza privata rispetto alle tariffe per il segmento di clientela business;
  - meno problemi di convivenza e conflittualità tra i lavoratori, grazie a interazioni a distanza e ridotte ai minimi termini;
- l'isolamento lavorativo è più che bilanciato da un maggiore tempo libero e minori vincoli che permettono di crearsi altre attività ricreative e sociali;[5]
- il lavoratore perde il senso di appartenenza all'organizzazione, la varietà di abilità professionali di cui può beneficiare con un lavoro di squadra, e la visione della propria attività come parte di un processo di vari attori (task significance).

Per l'ambiente:
- fine del pendolarismo: 
  - risparmio dei tempi e costi di trasporto quotidiani per il tragitto casa-lavoro,
  - drastica riduzione del traffico su strada e su ferrovia: una riduzione del 2.5% del traffico abbatte del 25% i tempi di attraversamento[6]
    - con minori tempi di percorrenza
    - inquinamento e dipendenza estera dal petrolio
    - maggiore sicurezza, e meno incidenti e costi assicurativi
    - scomparsa dei picchi di traffico e possibilità di dimensionare le reti di trasporto (strade, autostrade e ferrovie) su valori medi, non massimi, con ingenti risparmi sugli investimenti

  - ridimensionamento del servizio universale di trasporto pubblico locale (ferrovia e bus), e relativi minori oneri per lo Stato.
- riduzione dei costi sanitari
- prevenire la fuga dei cervelli e consentirne il rientro,
- sollevare il tenore di vita delle zone rurali, con nuove opportunità di lavoro
- prevenire l'abbandono della campagna e l'affollamento delle grandi metropoli

Per i lavoratori:
- - risparmio dei costi di trasporto quotidiani per il tragitto casa-lavoro,
  - recupero dei "tempi morti" di viaggio e attesa, trasformati in tempi di riposo o di lavoro
  - risparmio dell'affitto di un'abitazione: scegliendo di spostarsi da casa nella sede di lavoro nei pochi giorni del mese in cui questo è richiesto, senza dotarsi di una sistemazione nelle vicinanze del luogo di lavoro.
  - maggiore produttività, ridotto turn-over del lavoratore, soddisfazione per maggiore autonomia, ridotti conflitti in famiglia e coi colleghi, stress per il trasporto, maggiore concentrazione, creatività, motivazione;
  - ottimo bilanciamento lavoro-vita famigliare, quanto più la gestione degli orari e del luogo di lavoro è lasciata a completa discrezione del lavoratore[7]: possibilità di lavorare in vicinanza e prestare assistenza a figli minori, disabili, anziani a carico, fino all'istruzione domiciliare ecc.
- minor riconoscimento professionale, retributivo, avanzamento di carriera (sebbene il telelavoro sia un benefit spesso concesso a quadri e dirigenti), luoghi comuni smentiti da una vasta metanalisi[8]. Un peggioramento nelle relazioni coi colleghi (bilanciato da migliori relazioni famigliari) si è notato soltanto quando gli operatori telelavoravano più di 2.5 giorni a settimana.

L'utilizzo delle TIC conferisce vantaggi competitivi rispetto ai paesi che possono produrre a costi salariali inferiori. Le tecnologie possono contribuire anche ad attenuare le conseguenze
di una valuta nazionale forte. L'utilizzo sistematico del telelavoro è un fondamento importante di un'economia fiorente.
Una meta-analisi di 46 studi inerenti al telelavoro, su un campione totale di 12 833 occupati, pubblicato dalla American Psychological Association (APA), ha evidenziato che il telelavoro ha un vasto range di benefici, da una maggiore soddisfazione dei lavoratori, anche dovuta ad una maggiore autonomia, minore stress professionale e ricambio del personale.
Un sondaggio della IBM nel 2010 su 24.000 occupati in tutto il mondo ha stabilito che l'80% dei dirigenti concorda che il telelavoro incrementa la produttività.
La flessibilità in termini di telelavoro è una frequente richiesta dei candidati. Il Robert Half International Financial Hiring Index del 2008, elaborato dalla celebre società di recruiting Robert Half International a partire dai questionari di 1400 Direttori Finanziari (CFO), ha indicato che il 13% di essi ritiene il telelavoro come il migliore benefit ad oggi proponibile ai professionisti del settore.
I manager possono sperimentare un calo della produttività dei telelavoratori durante i primi mesi: il dato deve essere interpretato come un inevitabile aggiustamento temporaneo al nuovo sistema di lavoro" Il calo della produttività può anche essere dovuto ad un'inadeguata organizzazione del nuovo ufficio di lavoro. Uno studio del 1999 ha stabilito che ogni giorno almeno 70 minuti di lavoro sono sprecati da interruzioni, problemi con la fotocopiatrice e altre distrazioni Over the long term, though, surveys found that productivity of the teleworker will climb; over two-thirds of employers report increased productivity among telecommuters, according to a 2008 survey. Nel lungo termine, tuttavia, la produttività dei telelavoratori aumenta: uno studio del 2008 ha mostrato che l'aumento di produttività accade per i due terzi dei telelavoratori Traditional line managers are accustomed to managing by observation and not necessarily by results. This causes a serious obstacle in organizations attempting to adopt telecommuting. Liability and workers' compensation can become serious issues as well..
Uno studio dell'ente australiano per il telelavoro (NBN-telework) ha mostrato che il telelavoro genererà un incremento del PIL pari a 8.3 miliardi di dollari entro il 2020, creando l'equivalente di 25 000 posti di lavoro (a tempo pieno). Lo studio ha stimato che se il 10% dei lavoratori australiani fosse impiegato col telelavoro per il 50% del tempo, si potrebbero risparmiare 120 milioni di litri di benzina e 320 000 tonnellate di emissioni di carbone, con un incremento della produttività compreso tra 1,4 e 1,9 miliardi di dollari all'anno.

## Tipi di telelavoro
La nozione di "telelavoro", fuori dall'ambito strettamente D.P.R. 70/99 giuridico, ha molte accezioni.
In dipendenza della nozione adottata, nel concetto di telelavoro possono rientrare ipotesi molto distanti tra loro.
Si distinguono sei tipi di telelavoro, se basiamo la distinzione in ragione del luogo di svolgimento della prestazione lavorativa (e queste tipologie sono definite "pure"):
- Telelavoro domiciliare: il prestatore opera dal suo domicilio, e comunica con l'azienda per mezzo di PC, fax o altri strumenti. Il computer può essere connesso stabilmente alla rete aziendale, oppure vi si può collegare solo per la ricezione e l'invio del lavoro.
- Telelavoro da "centro satellite": la prestazione è resa in una filiale appositamente creata dall'azienda. Tale particolare filiale si distingue dalla semplice filiale aziendale per il fatto che, mentre quest'ultima nasce per rispondere alle esigenze dei clienti che abitano in un determinato territorio, il centro satellite nasce per rispondere, in teoria, a tutti, data la possibilità di collegamenti attraverso l'uso del computer.
- Telelavoro mobile: la prestazione si svolge per mezzo di un PC portatile e di altri strumenti mobili (cellulari, palmari, ecc.). Si tratta di modalità diffusa principalmente tra lavoratore autonomo ed azienda, per mezzo di lavoro a progetto.
- Telelavoro da telecentri: il telelavoro è svolto in appositi centri creati per lo scopo da un consorzio di aziende, da una azienda singola o anche da enti pubblici.
- Remotizzazione: il telelavoro è svolto da più persone che si trovano in luoghi diversi, ma che sono collegate tra loro.
- Sistema diffuso d'azienda: in pratica, con tale termine si suole indicare la cd. azienda virtuale, vale a dire un'azienda esistente solo in rete.

Dal punto di vista informatico, tutte queste modalità sono equivalenti a livello progettuale, logico e fisico, nel senso che richiedono il medesimo protocolli e apparati di rete, hardware e software. La differenza sostanziale è fra una LAN centralizzata in una o più sedi di lavoro, e una rete distribuita che fornisce possibilità di accesso da qualsiasi nodo, quindi luogo e tipo di dispositivo fisso o mobile utilizzato.

Il datore dovrà dotarsi di un sistema di autenticazione degli utenti per l'accesso al dominio aziendale, e di funzioni di virtualizzazione del desktop remoto che consentono ai lavoratori di accedere fisicamente al proprio PC in ufficio, di usare i software installati, e accedere ai file salvati in locale, nel proprio computer.
Secondo la ricerca ECATT coordinata nel 1999 dall'Istituto di ricerca Empirica, i lavoratori dipendenti che prestano la loro attività con la modalità del telelavoro costituiscono, in Italia, l'1,57% del totale della forza lavoro (contro una media europea del 1,96%). Se si comprendono nel computo anche i lavoratori autonomi e parasubordinati, nonché i telelavoratori "occasionali", la percentuale sale al 3,59% (contro la media europea del 6%). Ulteriori approfondimenti sui casi di telelavoro in Italia sono stati forniti dal progetto finanziato dal Ministero del Lavoro Tielledi'

## In Italia
Il principio fondamentale della disciplina è quello della volontarietà: il telelavoro è una modalità di svolgimento della prestazione lavorativa che può essere adottata solo previo accordo, individuale o collettivo, tra le parti.

In genere, è demandato alla richiesta del singolo lavoratore, ed è sempre reversibile, nel senso che il lavoratore può chiedere di tornare a svolgere la propria mansione nei locali del datore, ovvero questi può disporre il rientro in sede se la qualità e la quantità del lavoro svolto dal telelavoratore non soddisfa gli standard richiesti.
Nei casi di telelavoro, si applica lo Statuto dei Lavoratori, a prescindere dalla tipologia contrattuale e dalla sede domestica della prestazione lavorativa. È perciò illegittimo l'uso di webcam o software per controllare la produttività del lavoratore.
In materia di trattamento dei dati aziendali, la norma ISO/IEC 27001 indica i controlli minimi per la postazione di telelavoro e per evitare accessi non autorizzati ai dati aziendali. In caso di telelavoro domiciliare, il datore ha le stesse responsabilità in materia di sicurezza e salute, previste dal d. lgs. 66/2003 per la sede di lavoro originaria.
In questo senso, la Direttiva 89/391/CEE e n. 90/270/CEE relativa alle prescrizioni minime in materia di sicurezza e di salute per le attività lavorative svolte su attrezzature munite di videoterminali, dispone che i datori adottino analisi e misure per mitigare i rischi eventuali per la vista e i problemi di affaticamento fisico e mentale, ma non si applica ai sistemi denominati "portatili" ove non siano oggetto d'utilizzazione prolungata in un posto di lavoro.

### Nel settore privato
La disciplina del telelavoro, per quanto riguarda il settore privato, ancora manca una disciplina di fonte legislativa ed è dettata principalmente dall'accordo interconfederale del 9 giugno 2004 Archiviato il 4 marzo 2016 in Internet Archive., con cui i rappresentanti dei datori di lavoro e i sindacati confederali hanno recepito in Italia l'accordo quadro europeo sul telelavoro del 16.07.2002 (l'Italia è stato il quinto paese in ordine temporale ad aver recepito tale accordo). L'accordo quadro mira a fornire una disciplina generale dell'istituto, lasciando ai contratti collettivi di settore l'introduzione di norme più dettagliate.
L'accordo quadro pone a carico del datore di lavoro i costi di fornitura, installazione, manutenzione e riparazione delle attrezzature informatiche, comunicative e strumentali, i consumi telefonici ed energetici, nonché quelli necessari per fornire i supporti tecnici necessari allo svolgimento del lavoro. È inoltre previsto che il datore di lavoro debba adottare tutte le misure opportune per prevenire l'isolamento del lavoratore e per tutelarne la salute e la riservatezza.

Al lavoratore è posto l'obbligo di aver cura degli strumenti di lavoro e di informare tempestivamente l'azienda in caso di guasti o malfunzionamenti delle attrezzature. È inoltre previsto un espresso divieto di raccogliere o diffondere materiale illegale via internet.

Il prestatore è libero di gestire autonomamente il suo tempo di lavoro, fermo restando che i carichi di lavoro assegnati devono essere equivalenti a quelli dei prestatori presenti nei locali dell'azienda. Si è precisato infine che ai telelavoratori competono i medesimi diritti dei lavoratori "tradizionali", ad esempio per quanto attiene all'attività sindacale o all'accesso alla formazione.

### Nel settore pubblico
Per quanto riguarda invece la pubblica amministrazione italiana, vige l'accordo quadro dell'8 giugno 2011, e il telelavoro è espressamente regolato dall'articolo 4, comma 3, legge n.191/1998 (cosiddetta Bassanini ter) e dal seguente D.P.R. 8 marzo 1999 n. 70 art. 6, come dettagliato dalla Deliberazione AIPA n.16/2001, che, dapprima distingue tra lavoro a distanza e telelavoro (tale distinzione è basata sul criterio della prevalenza nell'utilizzo degli strumenti informatici), e, poi, detta nei successivi articoli la disciplina specifica della materia.
Il telelavoro è volontario e reversibile. L'assegnazione a progetti di telelavoro non muta la natura del rapporto di lavoro in atto. La parte normativa e il trattamento retributivo, tabellare e accessorio, è quello previsto dalla contrattazione collettiva, nazionale, integrativa e decentrata, che si applica ai lavoratori del comparto. Il lavoratore ha diritto ad accedere alla e-mail. Eventuali brevi periodi di interruzione del circuito telematico o fermi macchina dovuti a guasti non imputabili al lavoratore saranno considerati utili ai fini del completamento dell'orario di lavoro.
Con il “decreto Crescita 2.0” (n.221 del 17 dicembre 2012), le amministrazioni pubbliche oggi sono tenute a redigere un piano per la realizzazione del telelavoro in cui devono specificare “le modalità di realizzazione e le eventuali attività per cui non è possibile l'utilizzo del telelavoro”, presumendo di fatto tutte le attività come telelavorabili a meno di prova contraria, come fatto dal Governo Obama.

### Questioni giuslavoristiche
Tale forma di lavoro subordinato è espressamente regolamentata dalla legge 877/1973. La legge sostituisce la necessità di un assoggettamento continuativo al potere direttivo del datore di lavoro, con un assoggettamento predeterminato ad inizio prestazione. Non è quindi necessaria l'installazione di webcam per il controllo della presenza, per avere un rapporto di lavoro che rimane subordinato.
Anche ai telelavoratori, si applica la copertura antinfortunistica INAIL. Il datore deve comunicare all'INAIL la descrizione dettagliata degli ambienti di lavoro, orari e fasce di reperibilità, sebbene il telelavoro non è un semplice lavorare da casa durante gli orari di ufficio, ma di norma è una modalità di orario flessibile e spesso per obiettivi in cui questi elementi non si possono identificare. La responsabilità degli infortuni (cosiddetto "rischio elettivo") sembra essere uno dei motivi per cui il telelavoro non si diffonde in Italia: le imprese temono le cause dei lavoratori, i quali a loro volta si sentono poco tutelati..
Un secondo problema giuslavoristico si pone quando l'azienda vanta tra i propri telelavoratori, sia i dipendenti che i collaboratori esterni (co.co.co, interinali, ecc.). Se i collaboratori esterni accedono alla sede di lavoro, usano le attrezzature e il software aziendale, se non lavorano "a contatto" coi responsabili, è possibile ottenere dal giudice del lavoro l'assunzione per erronea qualificazione del contratto individuale, che ha per sottostante un rapporto di lavoro reale di tipo dipendente, e non di tipo autonomo come dichiarato. Nel caso del telelavoro, il collaboratore esterno che accede alla Intranet e agli stessi software aziendali potrebbe chiedere di essere assimilato al lavoratore dipendente, che in più degli altri può disporre di un accesso con desktop remoto alla propria postazione in ufficio.
Il Jobs Act introduce benefici per i datori di lavoro privato che facciano ricorso al telelavoro per venire incontro alle esigenze di cure parentali dei loro dipendenti.
Se i lavoratori a domicilio hanno diritto alla stessa retribuzione di un lavoratore in sede, le tutele in caso di crisi aziendale restano differenziate: i lavoratori a domicilio sono ammessi alla MiniASPI e alla CIG in deroga, ma restano esclusi dalla Cassa Integrazione Guadagni Ordinaria (CIGO) e Straordinaria (CIGS), contratti difensivi o di solidarietà che poggiano su questi ammortizzatori. 

Con ddl. del 28 gennaio 2016, allegato alla Legge di Stabilità, viene introdotto il cosiddetto "Jobs Act dei Nuovi Lavori" per il lavoro autonomo, e una disciplina del lavoro agile: parità di retribuzioni e norme senza penalizzazioni di carriera -tra i quali la detassazione del premio di produttività-, tempi di riposo, infortuni e malattie professionali dipendenti dalla prestazione lavorativa, deducibilità delle spese per formazione.

### Considerazioni generali
La reversibilità del telelavoro limita fortemente i vantaggi del datore che non può conseguire i risparmi di gestione derivanti dall'eliminazione definitiva della postazione di lavoro, sostituita da un telelavoratore a domicilio (costi di riscaldamento, illuminazione, pulizia uffici, affitto locali di lavoro, connessione Internet a banda larga, manutenzione hardware, ecc.). La legge italiana impone a carico del datore gli obblighi di sicurezza e salute nei luoghi di lavoro, anche quando la prestazione lavorativa è eseguita dal domicilio del lavoratore: per questo motivo, al telelavoratore è richiesto di eseguire la prestazione in locali con abitabilità e certificazioni sanitarie, con impianti elettrici-telefonici-illuminazione-riscaldamento a norma e certificati, condizioni adeguate di microclima (ventilazione, temperatura, umidità), rumore e più in generale in termini di esposizione a agenti chimici, fisici e biologici.
Tutti questi aspetti, in altri Paesi sono demandati completamente al telelavoratore che, pure nell'ambito di un rapporto di lavoro dipendente, ha completa libertà nell'organizzazione del proprio ambiente domiciliare di lavoro con relativi costi a suo carico, oltreché nella scelta degli orari di esecuzione dell'attività lavorativa. Il datore è sgravato di questi costi, che in Italia non sono eliminati, ma si "spostano" dai locali di lavoro al domicilio del telelavoratore, quando non si duplicano perché la norma impone la reversibilità del telelavoro e quindi di mantenere anche nella sede un numero di postazioni adeguato all'eventuale rientro dei telelavoratori.

A ciò si aggiunge che, in virtù delle responsabilità in tema di sicurezza e salute nel luogo di telelavoro, il datore ottiene un diritto di ispezione e organizzazione del lavoro all'interno di una proprietà privata, il domicilio del telelavoratore, in linea teorica inviolabile, ancorché subordinata al suo previo consenso che di fatto è obbligato, pena la perdita del posto di lavoro. È possibile una semplificazione normativa, che avvicina i costi del telelavoro al resto d'Europa, essendo assurdo assimilare un domicilio privato, in cui il lavoro si svolge presso una semplice postazione informatica (computer portatile, fax e postazione Internet), agli standard di qualità e sicurezza richiesti -ed economicamente sostenibili- per una realtà industriale.

## Nel mondo

Percentuale della forza lavoro che è stata a casa nel 2019

### In Europa
Il European Framework Agreement del 16.07.2002 è stato recepito in vari Paesi da accordi collettivi di settore: Austria, Danimarca, Germania, Grecia, Italia e Spagna.

Invece, Belgio, Francia e Lussemburgo hanno esteso l'accordo per legge a tutti i lavoratori.
In Germania, gli accordi aziendali (Betriebsvereinbarungen)) sono lo strumento principe per regolare le condizioni di lavoro, incluso il telelavoro.
Finlandia, Irlanda, Lettonia, Paesi Bassi, Svezia e Regno Unito hanno implementato il quadro europeo con accordi su base volontaria, codici, e linee-guida. Svezia e Paesi Bassi con l'aggiunta di vari accordi di settore vincolanti tra le parti firmatarie.
Il Regno Unito lo ha recepito in un accordo collettivo nell'Agosto 2003 fra Confederation of British Industry( CBI), Trades Union Congress (TUC) e CEEP UK.
L'Irlanda ha emanato nel 2000 un codice di condotta che recepisce il Framework.

### Regno Unito
Dal 30 giugno 2014 è in vigore il Flexible Working Regulations 2014, che modifica il precedente Employment Rights Act del 1996 che limitava l'eligibilità della richiesta da parte del lavoratore — alla quale il datore di lavoro può opporsi solo in determinate situazioni— ai lavoratori con in carico la cura di figli sotto i 16 anni e/oppure congiunti.
Con il nuovo testo, qualsiasi dipendente assunto da almeno 26 settimane — 6 mesi — ha facoltà di richiedere al proprio datore di lavoro di «considerare seriamente» una soluzione di lavoro flessibile, datore che può rifiutarsi solo in casi ben specificati dalla normativa.
Gli studi dicono che l'approccio del Regno Unito, seguito dai Paesi Bassi, ovvero diritto alla flessibilità per tutti, è l'approccio migliore rispetto a programmi che limitano il numero di telelavoratori, perché la disparità di trattamento causa risentimento e una più diffici le implementazione del lavoro a distanza.
Un report del 2011, stima in 4.300 pound all'anno per partecipante il risparmio a livello nazionale per ogni persona che telelavora almeno per due giorni alla settimana (con il cosiddetto «workshifting», come Teleworking, Telecomputing o e-work), e un incremento di produttività del 20%, muovendo dall'ipotesi che quasi il 50% delle persone possono lavorare almeno in parte da casa, con una media di due giorni per settimana.

### Olanda
Il 15 aprile 2014, il Parlamento Olandese ha votato a larga maggioranza la legge che introduce il diritto del lavoratore al telelavoro.
La legge entra in vigore dal 1º luglio 2014 e il datore può rifiutare la richiesta del dipendente nei soli casi di rischi per la sicurezza, problemi nella pianificazione del lavoro e dei servizi, danni economici.
Manca una legislazione specifica in materia di telelavoro. Il Arbeidsomstandighedenwet del 1998 si applica indifferentemente ai lavoratori regolari in sede e ai telelavoratori, con gli stessi diritti collettivi.
La percentuale di aziende che offrono possibilità di telelavoro, è passata dal 25% nel 2004, al 60% nel 2010 con almeno 10 occupati, di cui solo il 25% nel settore di hotel, ristorazione e costruzioni, in cui è richiesta la presenza fisica del lavoratore, mentre raggiunge su vasta scala nel settore CT e finanziario.
I Paesi Bassi hanno la più alta penetrazione al mondo di telelavoratori: 27% sul totale degli occupati, in prevalenza uomini anziani, con elevato grado di istruzione. La promozione del telelavoro è iniziata nel 1990 dal Ministero dei Trasporti che ha creato una piattaforma dedicata cui ha invitato a partecipare i maggiori operatori del settore ITC e delle telecomunicazioni, che dal 2006 è un ente indipendente da contributi pubblici.
Il Belgio (Circolare n. Ci.RH.241 / 616 975, Nr. 2/2014 del 16 gennaio 2014) consente la detrazione fiscale delle spese di connessione e acquisto del Computer.

### Francia
Il Ministero dell'Economia, Finanze e Industria ha elaborato un Accord cadre européen sur le télétravail cui le parti sociali hanno fatto seguito con la firma del Accord national interprofessionnel du 19 juillet 2005 sur le télétravail, poi esteso per legge alla maggior parte delle imprese francesi.
La norma stabilisce la doppia volontarietà, di datore e lavoratore, ribadito a più riprese dalla Corte di Cassazione, e l'obbligo di formalizzare il passaggio al telelavoro con una modifica al contratto di lavoro; e il principio della reversibilità del telelavoro. La legge n° 2012-387 del 22 marzo 2012 (legge Warsmann) apporta una definizione legale di telelavoro, distinto dal lavoro a domicilio, e stabilisce diritti e doveri di datori e telelavoratori.
Il 12 marzo 2012 viene votata una legge sul precariato nel settore pubblico, e introdotto (art. 133) il telelavoro nella pubblica amministrazione per i funzionari con le stesse modalità del settore privato (L. 1222-9 del codice del lavoro).
Nel 2004, uno studio condotto da DARESha stimato al 2% la percentuale dei lavoratori francesi che praticano il telelavoro, e al 5% il telelavoro alternato al lavoro in ufficio. Nel 2005, dopo la firma dell'"accordo interprofessionale nazionale sul telelavoro", nel paese il telelavoro continua a crescere poco, e come in molti altri paesi occidentali sembra rimanere "pendolo", vale a dire che si esercita non a tempo pieno, ma su una parte della settimana (ad esempio uno o due giorni con il telelavoro, il resto del tempo di lavoro classico in ufficio).
Nel 2012, lo studio di Ministero dell'Economia restituisce al 12,4% la quota di lavoratori francesi che praticano il telelavoro al mese almeno per otto ore nelle principali imprese. Altri studi stimano che al 16,7% gli occupati che praticano una qualche forma di telelavoro, e il 40% il numero di aziende con un accordo di Telelavoro. La quota più rilevante dei telelavoratori è formata da risorse qualificate (quadri) che operano nei seguenti settori: IT, servizi alle imprese, banche e assicurazioni.

### Polonia
In Polonia, al 2011 il telelavoro riguarda solo il 3% dei dipendenti (in confronto a una media europea del 15%), fatto attribuito a interpretazioni divergenti delle norme di salute e sicurezza.

### Svizzera
In collaborazione con l'IBM Institute for Business, la celebre «Economist Intelligence Unit» stabilisce dal 2000 una graduatoria degli Stati sulla base di oltre 100 indicatori qualitativi e quantitativi. I risultati vengono presentati nel «Digital Economy Ranking» (denominato «E-Readiness-Ranking» fino al 2009). Questa base di confronto internazionale è la più vasta di cui si dispone. La Svizzera risulta perdere rapidamente posizioni dal 2006 rispetto a USA, Svezia e Danimarca.
Il numero di knowledge worker è stimato in 2,35 milioni, il 50% del totale, di cui quasi il 20%, ossia 450.000 persone, sono effettivamente candidabili a lavorare da casa (almeno) un giorno alla settimana, con un abbattimento di costo pari al 30% sul costo medio di 20.000 franchi per postazione di lavoro.

### Negli Stati Uniti
Nel dicembre 2010, Obama firma il Telework Enhancement Act, che invita tutte le agenzie governative a emanare politiche che estendano il più possibile il numero di lavoratori e di giornate svolte con questa modalità (non in sede), senza penalizzare le prestazioni del lavoratore o l'operatività dell'agenzia.
Il report Status Telework del 2012 stima che vi siano più di 684.000 impiegati federali candidabili per il telelavoro, circa il 32% del totale, sparsi per 87 agenzie, di cui 144.000 hanno sottoscritto accordi individuali per il telelavoro con la propria agenzia.
Le stime dicono che più di cinquanta milioni di lavoratori negli Stati Uniti (circa il 40% della forza lavoro attiva) potrebbero lavorare da casa almeno una parte del tempo, anche se nel 2008 solo 2,5 milioni di dipendenti (senza auto) hanno pensato che la loro casa potesse diventare il loro posto di lavoro principale.
Secondo i dati federali del 2008, il totale dei telelavoratori dipendenti negli Stati Uniti ammonta solo a 102.000 unità.